# Gare de La Molina
Pour l’article homonyme, voir Molina.
La gare de La Molina est une gare ferroviaire espagnole qui appartient à Administrador de infraestructuras ferroviarias] ((ADIF) située dans le hameau de La Molina, dans la commune d'Alp (Basse-Cerdagne). La gare est située sur la ligne Ripoll - Puigcerdà, elle est desservie par des trains de la ligne R3 des Rodalies de Catalogne (service exploité par la Renfe), qui bien que faisant partie des Rodalia de Barcelone, n'a pas la même tarification. 
Un bus urbain relie la gare à la Longue Piste de la station de ski de La Molina.  En outre, il existe des promotions de forfaits de ski qui incluent le voyage en train et en bus.

## Histoire
Cette gare du chemin de fer transpyrénéen (ligne de Ripoll à Puigcerdà), a été mise en service en 1922 lorsque le tronçon entre Ribes de Freser et La Molina a été ouvert, quelques mois après la ligne a été prolongée jusqu'à Puigcerdà. Depuis l'arrivée du train à La Molina, c'est la gare du réseau à écartement ibérique de la péninsule ibérique située le plus en altitude, plus précisément à 1 420 mètres d'altitude.  
En 2016, 6 000 passagers ont transité en gare de La Molina.

## Service des voyageurs

### Desserte

Installations et desserte
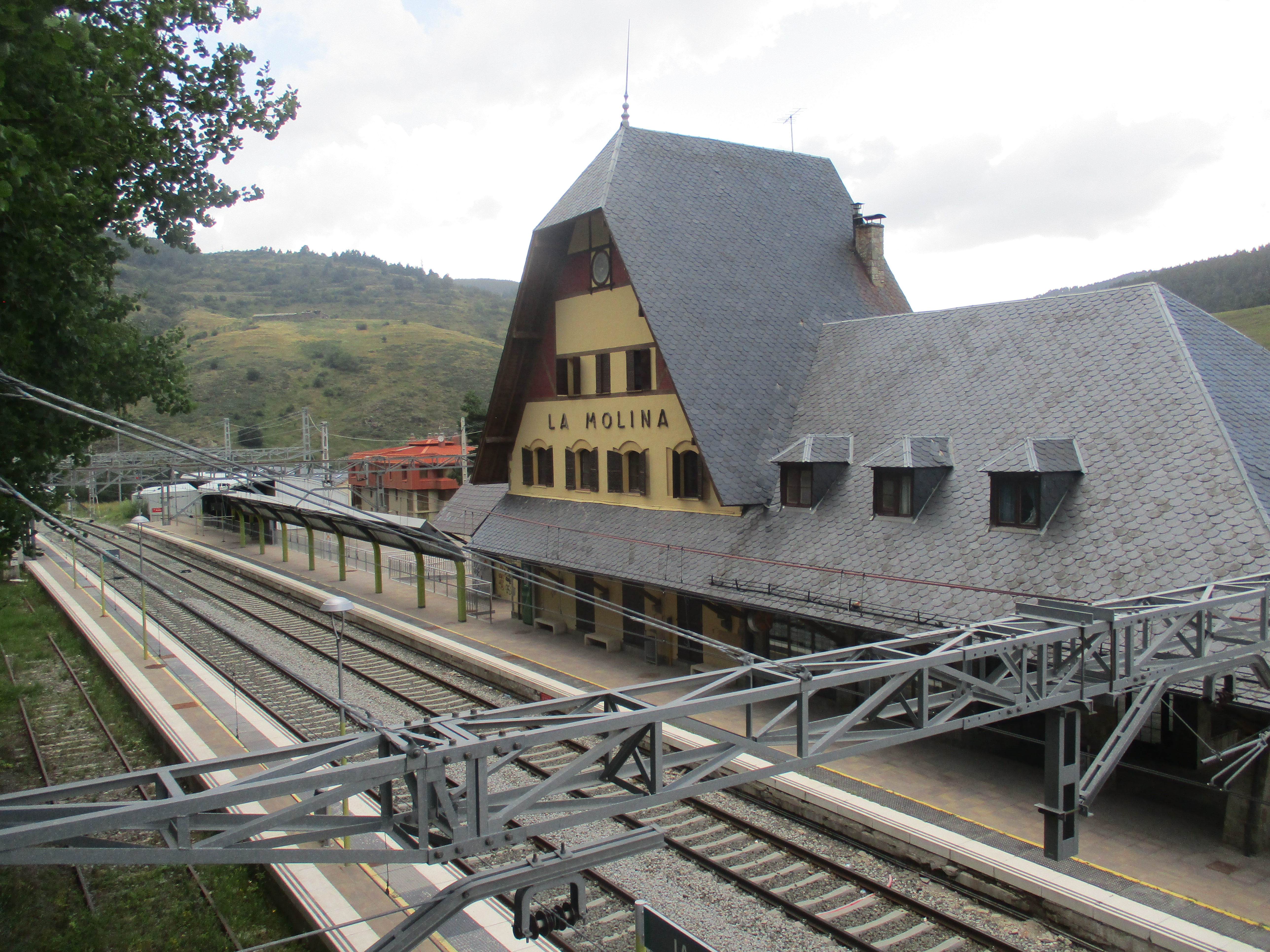
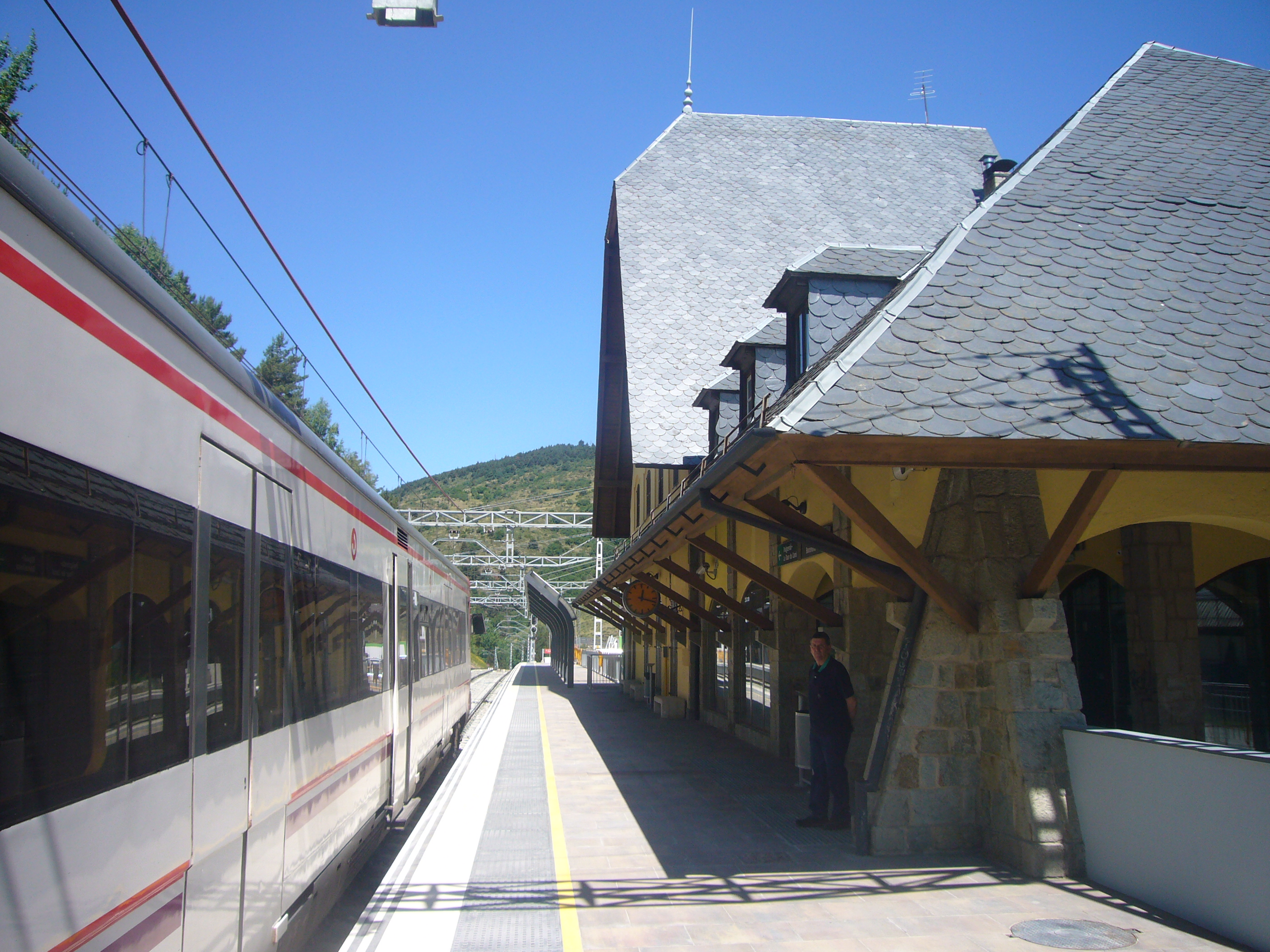

## Patrimoine ferroviaire
Le bâtiment de la gare est inclus à l'Inventaire du Patrimoine Architecturale de Catalogne. C'est un bâtiment formé de deux corps de niveaux différents. La pente du toit est assez prononcée, avec une couverture de quatre brise-vents, ce qui répond au besoin de diversifier les parties du toit soumises au froid, à la pluie et à la neige. Pour le corps le plus grand, où on achète les billets, il y a la salle d'attente, qui a une cheminée, des bancs en pierre, une terrasse sur le toit avec des dalles et un mur décoré de rondins. Les murs sont en plâtre et la couverture est en ardoise.